# Хазард (Небраска)
Хазард (енгл. Hazard) град је у америчкој савезној држави Небраска.

## Демографија
По попису из 2010. године број становника је 70, што је 4 (6,1%) становника више него 2000. године.
| Група             | 2000.       | 2010.      |
| Белци             | 66 (100,0%) | 65 (92,9%) |
| Афроамериканци    | 0 (0,0%)    | 0 (0,0%)   |
| Азијати           | 0 (0,0%)    | 0 (0,0%)   |
| Хиспаноамериканци | 0 (0,0%)    | 4 (5,7%)   |
| Укупно            | 66          | 70         |